# 索尔贝
索尔贝（法語：Sorbey，法語發音：[sɔʁbɛ]；洛林语：Sorbeu）是法国摩泽尔省的一个市镇，属于梅斯区。

## 地理
索尔贝（49°2'41"N, 6°19'0"E）面积5.59 平方千米，位于法国大東部大區摩泽尔省，该省份为法国东北部内陆省份，是洛林的一部分，西南接默尔特-摩泽尔省，东临下莱茵省，北与卢森堡和德国接壤。
与索尔贝接壤的市镇（或旧市镇、城区）包括：奥布、尼德河畔库尔塞勒、梅克勒沃、蓬图瓦、尼德河畔桑里。

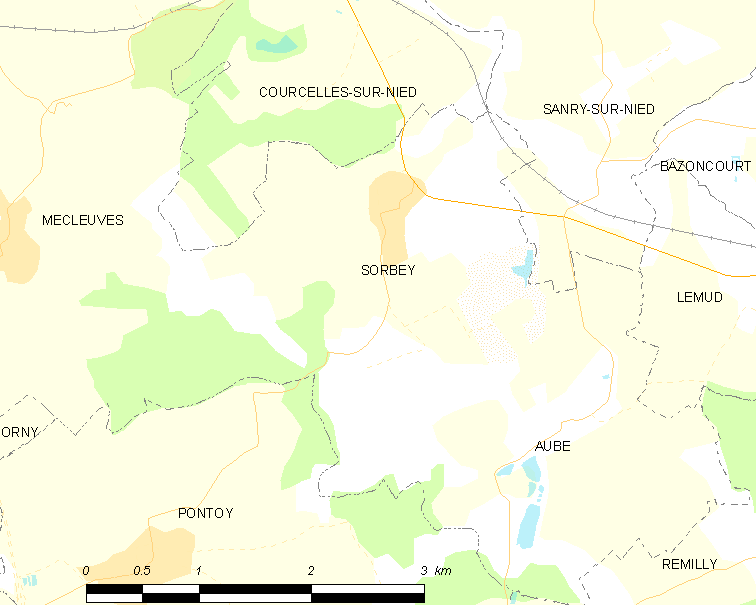
索尔贝的OSM定位图

索尔贝的时区为UTC+01:00、UTC+02:00（夏令时）。

## 行政
索尔贝的邮政编码为57580，INSEE市镇编码为57656。

## 政治
索尔贝所属的省级选区为梅斯地区县。

## 人口

1962-2008年间索尔贝人口变化图示

索尔贝于2022年1月1日时的人口数量为390人。